# Théorie géométrique de la mesure
En mathématiques, la théorie géométrique de la mesure (ou théorie de la mesure géométrique) est l'étude des propriétés géométriques de la mesure d'ensembles (typiquement dans un espace euclidien). Elle a été fondée par Herbert Federer. L'idée est de résoudre certains problèmes géométriques en les formulant dans le cadre de l'analyse fonctionnelle, facilitant leur résolution.

## Histoire
La théorie de la mesure géométrique est connue pour intervenir efficacement dans la résolution du problème de Plateau qui consiste à trouver une surface d'aire minimale avec des contraintes sur les bords de celle-ci. C'est conjointement que les mathématiciens américains Herbert Federer et Wendell Fleming proposèrent d’utiliser des courants au début des années 1960. Bien qu'ils soient les premiers à employer le terme de mesure géométrique, les concepts de la théorie remonte aux travaux du mathématicien italien Ennio de Giorgi et du français Jean-Pierre Kahane sur des ensembles non rectifiables tels que les fractales. En 1969, Federer et Fleming publie un ouvrage de référence qui pose les bases de la théorie de la mesure géométrique.
Bien que commode, l'utilisation de courants pour représenter des surfaces limite ces dernières à avoir une orientation claire, ce qui limite les problèmes que l'on peut résoudre. Dans l'optique de surmonter ce problème d'orientation, Frederick J. Almgren en 1966, puis William K. Allard en 1972, développent la théorie des varifolds.
Dans l'optique de représenter encore plus fidèlement les surfaces, avec notamment des informations de courbure, des mathématiciens ont étudié les cycles normaux, introduit par Federer, développé par M. Zähle. Ceux-ci généralisent la notion de courant sur des espaces de dimension plus grande, tel que le fibré normal de la surface, afin de capturer plus d'informations sur celle-ci.

## Cadre

### Algèbre extérieur et mesure de Lebesgue
En théorie de la mesure géométrique, pour travailler sur des objets tels que des surfaces et des volumes, on utilise les outils de l'algèbre extérieur. Brièvement, on peut définir cet algèbre sur un espace vectoriel {\displaystyle E}. On introduit {\displaystyle (x_{1},...,x_{d})} une base de {\displaystyle E} et {\displaystyle (dx_{1}^{*},...,dx_{d}^{*})} la base dual correspondante. L'algèbre extérieur de {\displaystyle E} est le quotient de l'algèbre tensorielle {\displaystyle T(E)} par son idéal bilatère {\displaystyle I}. On note alors l'algèbre extérieur {\displaystyle \Lambda (E)=T(E)/I}.
Celui-ci peut être muni de l'opération {\displaystyle \wedge } (appelé produit extérieur) qui est une opération bilinéaire et antisymétrique pour obtenir {\displaystyle \Lambda ^{m}(E)}l'espace des {\displaystyle m}-vecteurs de {\displaystyle E}:{\displaystyle \Lambda ^{m}(E)={\text{Span}}\{x_{1}\wedge x_{2}\wedge ...\wedge x_{m}|x_{i}\in E\}}De façon similaire, on définit l'espace {\displaystyle \Lambda _{m}(E)} des {\displaystyle m}-formes (ou {\displaystyle m}-covecteurs):{\displaystyle \Lambda _{m}(E)={\text{Span}}\{u_{1}\wedge u_{2}\wedge ...\wedge u_{m}|u_{i}\in E\}}En particulier et dans le contexte d'études d'une surface orientable {\displaystyle S}, on peut notamment traiter le plan tangent orienté (à condition qu'il existe) à cette surface {\displaystyle TS} comme un multi-vecteur. On introduit ensuite la notion de forme différentielle qui permet notamment de généraliser les concepts de dérivée et d'intégration sur des espaces courbe de dimension supérieure à 1. Une {\displaystyle m}-forme différentielle sur {\displaystyle E} est alors un élément du dual des {\displaystyle m}-formes sur {\displaystyle E} et pour toute forme différentielle {\displaystyle \omega }, celle-ci peut s'écrire sous la forme{\displaystyle w(x)=\sum _{i=1}^{m}\alpha _{i_{1},...i_{m}}(x)dx_{i_{1}}^{*}\wedge dx_{i_{m}}^{*}}Les formes différentielles permettent notamment de généraliser les concepts de gradient, de divergence et de rotationnel des champs vectoriels, qui sont des notions clés de la physique mathématique.

### Mesure de Hausdorff et ensembles rectifiables
Afin d'appliquer les outils d'analyse et en particulier de l'intégration, il faut pouvoir mesurer les sous-variétés plongées dans des espaces plus grands. On introduit la quantité suivante{\displaystyle {\mathcal {H}}_{\delta }^{m}(S)=\inf \left\{\sum _{i=1}^{\infty }{\text{vol }}A_{i}|S\subset \bigcup _{\infty }A_{i},{\text{ and vol }}A_{i}\leq \delta \right\}}La mesure de Hausdorff est définie comme la limite de la quantité ci-dessus lorsque {\displaystyle \delta } tend vers 0: {\displaystyle {\mathcal {H}}^{m}(S):=\sup _{\delta >0}{\mathcal {H}}_{\delta }^{m}(S)}
Cette mesure (borélienne) a deux propriétés intéressantes dans le cadre de la mesure géométrique :
- La mesure de Hausdorff {\displaystyle d}-dimensionnelle coïncide avec la mesure de Lebesgue : {\displaystyle {\mathcal {H}}^{d}=\lambda ^{d}} sur {\displaystyle \mathbb {R} ^{d}}.
- Cette mesure permet de considérer des volumes de sous-variétés de dimension inférieur à celle de la variété dans laquelle elles sont plongées. Par exemple, une courbe dans {\displaystyle \mathbb {R} ^{3}} a une mesure de Lebesgue nulle mais sa mesure de Hausdorff est égale à sa longueur.

La théorie de la mesure géométrique s'applique donc sur des objets (des ensembles) sur lesquels la notion de "volume" peut être définit rigoureusement. On s'intéresse notamment aux ensembles rectifiables.
Un ensemble rectifiable est un ensemble dans lequel il est possible de définir une notion de longueur ou d'aire. Plus précisément, un ensemble rectifiable est un sous-ensemble de l'espace euclidien qui peut être approximé par une union finie de rectangles dans un sens précis.
Formellement, soit {\displaystyle X} un sous-ensemble de {\displaystyle \mathbb {R} ^{d}}. On dit que {\displaystyle X} est rectifiable si l'ensemble des points de {\displaystyle \partial X} (le bord de {\displaystyle X}) ayant un voisinage qui intersecte {\displaystyle X} est au plus dénombrable. En d'autres termes, l'ensemble des points où {\displaystyle X} "sort" de son enveloppe convexe est au plus dénombrable. La définition (équivalente) de Federer est que {\displaystyle X} est {\displaystyle m}-rectifiable si et seulement si {\displaystyle {\mathcal {H}}^{m}}-presque tous les points de {\displaystyle X} sont dans une réunion dénombrable de {\displaystyle m}-sous-variétés {\displaystyle {\mathcal {C}}^{1}}.
Les ensembles rectifiables sont donc des ensembles relativement réguliers pour lesquels il est possible de définir une longueur ou une aire.

## Outils de la théorie de la mesure géométrique

### Courants
Fondamentalement, un {\displaystyle m}-courant est une forme linéaire sur l'espace des {\displaystyle m}-formes différentielles. Un ensemble {\displaystyle m}-rectifiable {\displaystyle X} induit un courant {\displaystyle [X]} par intégration de forme différentielles sur {\displaystyle X}:{\displaystyle [X](\omega ):=\int _{X}\left\langle \omega (x)|\tau _{X}(x)\right\rangle d{\mathcal {H}}^{m}(x)}où {\displaystyle \tau _{X}(x)=\tau _{1}(x)\wedge ...\wedge \tau _{m}(x)} avec {\displaystyle (\tau _{i}(x))_{1\leq i\leq m}} une base orthonormée du plan tangent {\displaystyle T_{x}X}.Une propriété intéressante de cette formulation est son invariance par rapport à une éventuelle paramétrisation de {\displaystyle X}. En effet, supposons que {\displaystyle f:U\subset \mathbb {R} ^{m}\rightarrow X} soit une paramétrisation globale de {\displaystyle X}, alors, on peut écrire le courant sous la forme{\displaystyle [X](\omega )=\int _{U}\left\langle \omega (f(u))|{\frac {\partial f}{\partial u_{1}}}(u)\wedge ...\wedge {\frac {\partial f}{\partial u_{m}}}(u)\right\rangle du_{1}...du_{m}}qui est invariante à la paramétrisation puisqu'une reparamétrisation implique un changement de variable dans l'expression précédente.

### Varifolds
Pour définir les varifolds, il faut d'abord définir la grassmannienne {\displaystyle G(d,m)}. Celle-ci peut se définir comme l'ensemble des sous-espaces de dimension {\displaystyle m} d'un espace de dimension {\displaystyle d}.
Un {\displaystyle m}-varifold est alors une mesure de Borel finie sur l'espace produit {\displaystyle \mathbb {R} ^{d}\times G(d,m)}. C'est une forme linéaire sur l'ensemble des fonctions continues à support compact sur cet espace produit. Un ensemble {\displaystyle m}-rectifiable {\displaystyle X} est associé à un varifold rectifiable, noté {\displaystyle \mu _{X}}{\displaystyle \mu _{X}(A)={\mathcal {H}}^{m}(\{x|(x,T_{x}X)\in \mathbb {R} ^{d}\times G(d,m)\})}Grâce au théorème de représentation de Riesz, {\displaystyle \mu _{X}} est associé à une unique forme linéaire sur l'ensemble des fonctions continues sur {\displaystyle (\mathbb {R} ^{d}\times G(d,m))}.{\displaystyle \mu _{X}(u)=\int _{X}u(x,T_{x}X)d{\mathcal {H}}^{m}(x)}

## Applications

### Anatomie computationnelle
La multiplication de données médicales, en particulier de données anatomiques, qu'il s'agisse d'images (2D), de scans, de résultats d'IRM (3D) ou autre, il est pertinent de chercher à construire un modèle statistique de ces données anatomiques. Ceci, par exemple, pour détecter les anomalies, aider aux diagnostics, comprendre l'évolution de certaines maladies type Alzeihmer. Pour construire de tels modèles, il faut pouvoir comparer des formes entre elles et donc construire des métriques calculables sur de grands ensembles de données ce qui est possible en représentant et comparant les formes par le prisme de la mesure géométrique...